# 君王万岁
《君王万岁》（羅馬尼亞語：Trăiască Regele），罗马尼亚王国国歌和王室颂歌，使用于1866年至1947年。原名《胜利进行曲》（Marș triumfal），作为1859年建立的罗马尼亚联合公国的国歌，没有歌词，爱德华·许布施（Eduard Hübsch）作曲。1881年罗马尼亚成为王国，这首歌由瓦西里·亚历山德里（Vasile Alecsandri）填词后更名为《君王万岁》，并作为王国国歌直至1947年。